# Juanín García
Artikeln följer den spanska namnseden; faderns efternamn är Lorenzana.
Juan Antonio "Juanín" García Lorenzana, född 28 augusti 1977 i León, är en spansk handbollstränare och tidigare handbollsspelare (vänstersexa). Han spelade 206 landskamper och gjorde 822 mål för Spaniens landslag, vilket är flest landslagsmål genom tiderna. Han har också gjort överlägset flest mål i spanska högsta ligan genom tiderna, långt över 2 000 ligamål totalt.

## Meriter i urval

### Klubblag
- Champions League-mästare 2011 med FC Barcelona
- Cupvinnarcupmästare 1999 och 2005 med CB Ademar León
- Spansk mästare fem gånger: 2001 (med CB Ademar León), 2006, 2011, 2012, 2013 och 2014 (med FC Barcelona)

### Landslag
- OS-brons 2008 i Peking
- VM-guld 2005 i Tunisien
- VM-brons 2011 i Sverige
- EM-silver 2006 i Schweiz